# Engels, Rusija
Engels (rusko: Э́нгельс, IPA: [ˈɛnɡʲɪlʲs]) je mesto v Saratovski oblasti v Rusiji. Je pomembno pristanišče na reki Volgi čez reko od Saratova. Engels je upravno središče oblasti in je povezan s Saratovom z mostom. Je drugo največje mesto v Saratovski oblasti s prebivalstvom 202.419 (leta 2010). Zgodovinsko je bil pomemben center za Volške Nemce in se je imenoval Pokrovsk (Pokrovskaja sloboda (do 1914), Pokrovsk (do 1931)) v ruščini in Kosakenstadt v nemščini. Leta 1931 je bilo preimenovano v Engels po nemškemu marksističnemu teoretiku Friedrichu Engelsu.
Engels je industrijsko mesto. Tovarna Trolza proizvaja trolejbuse za rusko omrežje javnega transporta. Engelska tovarna transportno-mehaničnega inženiringa proizvaja tirna vozila za železnice. Bosch-Saratovska tovarna proizvaja svečke za avtomobile, nemško podjetje Henkel pa proizvaja pralni detergent in kemične produkte za avtomobilsko panogo. Engelska tovarna cevi proizvaja jeklene električno-varjene cevi, jeklene cevi za vodo in profilne cevi.
V bližini se nahaja zračno oporišče Ruskega vojnega letalstva Engels-2.
Leta 1918 je bila oblikovana Volška nemška ASSR, vendar je bila po nemški invaziji leta 1941 ukinjena.